# Adelfino Mancinelli
Pour les articles homonymes, voir Mancinelli.
Adelfino Mancinelli, né le 2 février 1908 à Zagarolo, est un haltérophile italien des années 1950.

## Carrière
Adelfino Mancinelli dispute les Jeux olympiques d'été de 1952 à Helsinki dans la catégorie des plus de 90 kilogrammes et obtient une dixième place.
Il remporte dans la même catégorie une médaille de bronze aux Championnats d'Europe d'haltérophilie de 1954 à Vienne.